# Lusciano
Lusciano – miejscowość i gmina we Włoszech, w regionie Kampania, w prowincji Caserta.
Według danych na rok 2004 gminę zamieszkiwały 13 124 osoby, 3281 os./km².